# سامي هداوي
سامي هداوي (6 مارس 1904 - 22 أبريل 2004) باحث ومؤلف فلسطيني. اشتهر بتوثيق آثار النكبة على الشعب الفلسطيني ونشر إحصائيات عن القرى قبل قيام دولة الاحتلال الإسرائيلي. عمل هداوي كاختصاصي أراضي حتى نفيه من القدس بعد معركة عنيفة في حيه بين القوات الإسرائيلية والأردنية. استمر في توثيق أراضي فلسطين وألف عدداً من الكتب حول حرب 1948 وحول اللاجئين الفلسطينيين.

## بداياته
ولد هداوي في القدس لعائلة مسيحية عربية. كان والده جندياً في الجيش العثماني وقتل في الميدان خلال الحرب العالمية الأولى. في عام 1915، وبعد وفاة والده، انتقلت عائلة هداوي إلى عمّان. بعد ثلاث سنوات، عمل كمترجم غير رسمي للجيش البريطاني ثم عاد إلى فلسطين بعد سنة ليعمل كموظف في دائرة تسجيل الأراضي.
ابتدأ اهتمامه في هيكلية القرى العربية مع عمله هناك ومن ثم عمله في إدارة تأهيل الأراضي من 1920-27. عمل بعدها كمفتش ومخمن أراضي من 1938-48 وكان مسهماً رئيسياً في كتاب إحصائيات القرى 1945: تصنيف الأراضي وملكية المناطق في فلسطين وهو عبارة عن إحصاء للأراضي والسكان في المناطق العربية تحت الانتداب البريطاني على فلسطين. سكن في بيت جده في الحي اليهودي من البلدة القديمة في القدس حتى عام 1948. في 1948، بنى منزلاً في حي القطمون وقطن فيه مع زوجته نورا وولديه. وفي نفس العام أجبروا على ترك منزلهم مع تقدم القوات الإسرائيلية.

## بعد النكبة
توفيت زوجة هداوي إثر نوبة قلبية بعد طردهم بفترة وجيزة. شغل هداوي منصباً مشابها في سلطات الأراضي الأردنية لما كان يشغله مع السلطات البريطانية. بقي في تلك الوظيفة حتى عام 1952، حيث أصبح مختص أراضي لدى لجنة التوفيق التابعة للأمم المتحدة الخاصة بفلسطين في نيو يورك. كانت مهمته تحديد حجم الممتلكات التي خلفها اللاجئون الفلسطينيون إثر الحرب. أسس بعد ذلك مكتب المعلومات الفلسطيني في 1959 ومن ثم مكتبين لجامعة الدول العربية في الولايات المتحدة. أما آخر سنوات عمله، فأمضاها كمدير مؤسسة الدراسات الفلسطينية في بيروت بين عامي 1960 و1970، حيث نشر كتاب فلسطين - فقدان التراث.
تقاعد عام 1970، وانتقل إلى تورنتو وبدأ بتأليف كتب عن تاريخ الصراع العربي الإسرائيلي، ومن ضمنها حقوق وخسائر الفلسطينيين في 1948 (1988) والحصاد المر: تاريخ فلسطين الحديث (1989). توفي هداوي في 22 أبريل 2004 عن عمر يناهز المئة. دفن في تورنتو خلافاً لرغبته بالدفن في مسقط رأسه القدس. قال في آخر مقابلة معه مع الإعلامي هشام صفي الدين «أود أن أدفن في القدس، ولكن ليس لي خيار.»

## مؤلفاته
- Land ownership in Palestine, New York: Palestine Arab Refugee Office, 1957.
- Palestine partitioned, 1947-1958, New York: Arab Information Center, 1959.
- Israel and the Arab minority, New York: Arab Information Center, 1959.
- Israel according to Holy scriptures, Dallas, Texas : [s.n.], 1960.
- Palestine: questions and answers. , New York: Arab Information Center, 1961.
- German reparation versus Israeli confiscations, New York: Arab Information Center, 1961.
- Who benefits from anti-Semitism, New York: Arab Information Center, 1961.
- Palestine Loss of Heritage, Naylor Co.: 1963.
- Palestine in focus, Palestine Liberation Organization Research Center: 1969.
- Village statistics, 1945: A classification of land and area ownership in Palestine, Palestine Liberation Organization Research Center: 1970.
- The Palestine Diary : Volume I and II, New World Press: 1972.
- Crime and no punishment;: Zionist Israeli terrorism, 1939-1972 (Palestine essays), Palestine Liberation Organization Research Center: 1972.
- Bitter Harvest, Palestine Between 1914-1979, Caravan Books: 1979 ISBN 978-0-88206-025-5.
- The Jews, Zionism, and the Bible: (a study of "Bibical' and 'historical' claims) ,Toronto, Ontario: The Arab Palestine Association, 1981.
- Palestinian Rights and Losses in 1948: A Comprehensive Study, Saqi Books: 2000 ISBN 0-86356-157-8.